# Монтфорт (Утрехт)
Монтфорт (нидерл. Montfoort) — город и община в Нидерландах, на западе провинции Утрехт. Город являлся резиденцией бургграфов ван Монтфортов с XII века до 1672 года.

## Расположение и экономика
Монтфорт расположен на юго-западе провинции Утрехт на территории живописного польдера. Он находится в 8 км от ближайшей автомагистрали, A12 Утрехт - Гаага. Ближайшие железнодорожные вокзалы — Утрехт и Вурден.
Население получает доход от сельского хозяйства, связанных с ним торговли и малого бизнеса, а также всё чаще от туризма. Многие жители ежедневно отправляются на работу в город Утрехт.

## Население
| Год  | Численность | Численность |
| ---- | ----------- | ----------- |
| 1815 | 1893        | [ 3 ]       |
| 1830 | 1671        | [ 4 ]       |
| 1840 | 1752        | [ 4 ]       |
| 1849 | 1838        | [ 4 ]       |
| 1859 | 1750        | [ 4 ]       |
| 1869 | 1825        | [ 4 ]       |
| 1879 | 1901        | [ 4 ]       |
| 1889 | 1841        | [ 4 ]       |
| 1899 | 1789        | [ 4 ]       |
| 1909 | 1708        | [ 4 ]       |
| 1920 | 1897        | [ 4 ]       |
| 1930 | 2001        | [ 4 ]       |
| 1947 | 2277        | [ 4 ]       |
| 1960 | 2659        | [ 4 ]       |
| 1971 | 2346        | [ 4 ]       |
| 1980 | 6385        | [ 4 ]       |
| 1990 | 12 518      | [ 4 ]       |
| 2000 | 13 285      | [ 4 ]       |
| 2010 | 13 500      | [ 4 ]       |
| 2016 | 13 796      |             |
| 2017 | 13 866      | [ 5 ]       |
| 2018 | 13 879      | [ 5 ]       |
| 2019 | 13 996      | [ 5 ]       |
| 2020 | 13 917      | [ 6 ]       |
| 2021 | 13 896      | [ 2 ]       |

## История
Первое поселение на территории нынешней общины Монтфоорт было построено около 1170 года вокруг одноимённого замка. Название происходит от латинского «Mons Fortis», что означает «укреплённая гора». Владельцы замка, происходившие из династии де Ровер и ставшие известными как ван Монтфорты, были бургграфами, которые обладали значительной властью в этом регионе. Поселение вокруг замка получило в 1329 году городские права. Регулярно возникали конфликты с сувереном, епископом Утрехта. Это привело в 1387 году к осаде и захвату Монтфорта войсками епископа. Между тем, в районе Линсхотена, который в первый раз упоминался в 1172 году, четыре собственника построили свой собственный замок, и фермеры приобрели у суверена кусок болота, который после того, как они сделали его пахотным, стал их собственностью. Такой соглашение называлось — как для недавно осушённой земли — куплей (нидерл. koop). Названия селений, такие как Виллескоп, всё ещё напоминают об этом.
В 1544 году Орден госпитальеров основал здесь комтурство с церковью (см. мальтийский крест в городском флаге). Город Монтфорт вступил в конфликт с бургграфом в конце XVI века, когда в городе распространилась реформация, а бургграф оставался католиком.
В 1629 году Монтфорт был почти полностью разрушен большим пожаром; В 1634 году (ныне протестантская) церковь была вновь открыта. Последний бургграф вынужден был уйти в отставку в 1648 году, потому что он был банкротом. В 1672 году, когда Голландия была атакована французами, они сожгли замок Монтфорт. Впоследствии Монтфорт с трудом пережил XVIII и XIX века; люди жили с производства пуговиц и ниток. Изготовлявшиеся в Монтфорте пуговицы сделали город известным, и дали его жителям прозвище «пуговичные токари». Например, в 1749 году на производстве было тридцать четыре токаря, а в 1760 году была известна фабрика сапожных пуговиц, которые пользовались спросом. Позже приобрело значение производство кирпича, для чего в окрестностях было построено несколько заводов, которые впоследствии закрылись.

## Достопримечательности
- Эйсселтор, единственные сохранившиеся городские ворота
- Церковь XVII века
- Остатки коменды госпитальеров
- Узкая улица вдоль реки Линсхотен с многочисленными живописными фермами, которые характеризуют деревню Линсхотен
- Польдерный пейзаж с типичными голландскими ветряными мельницами, очень подходит для туров на велосипеде

## Галерея

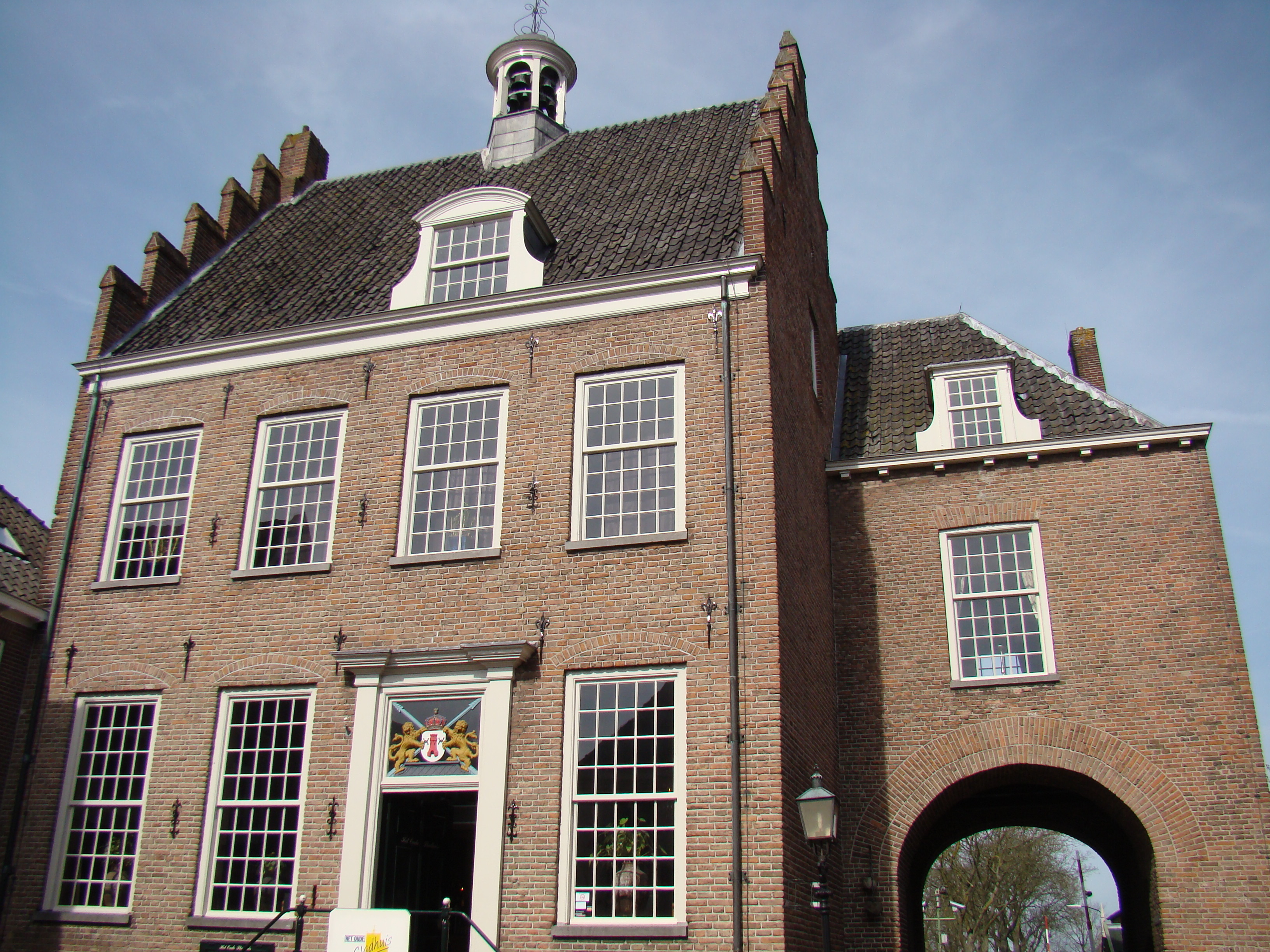
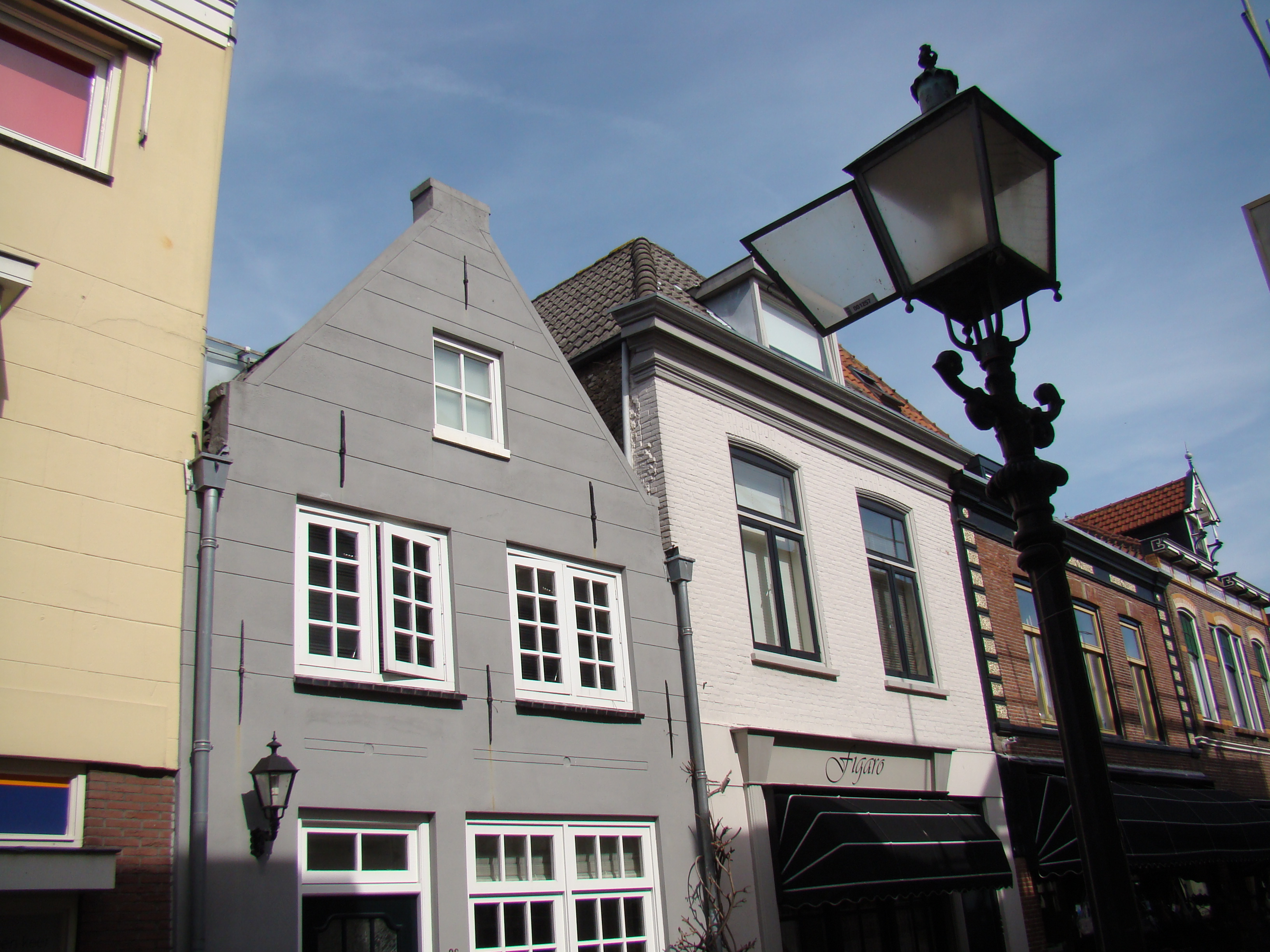
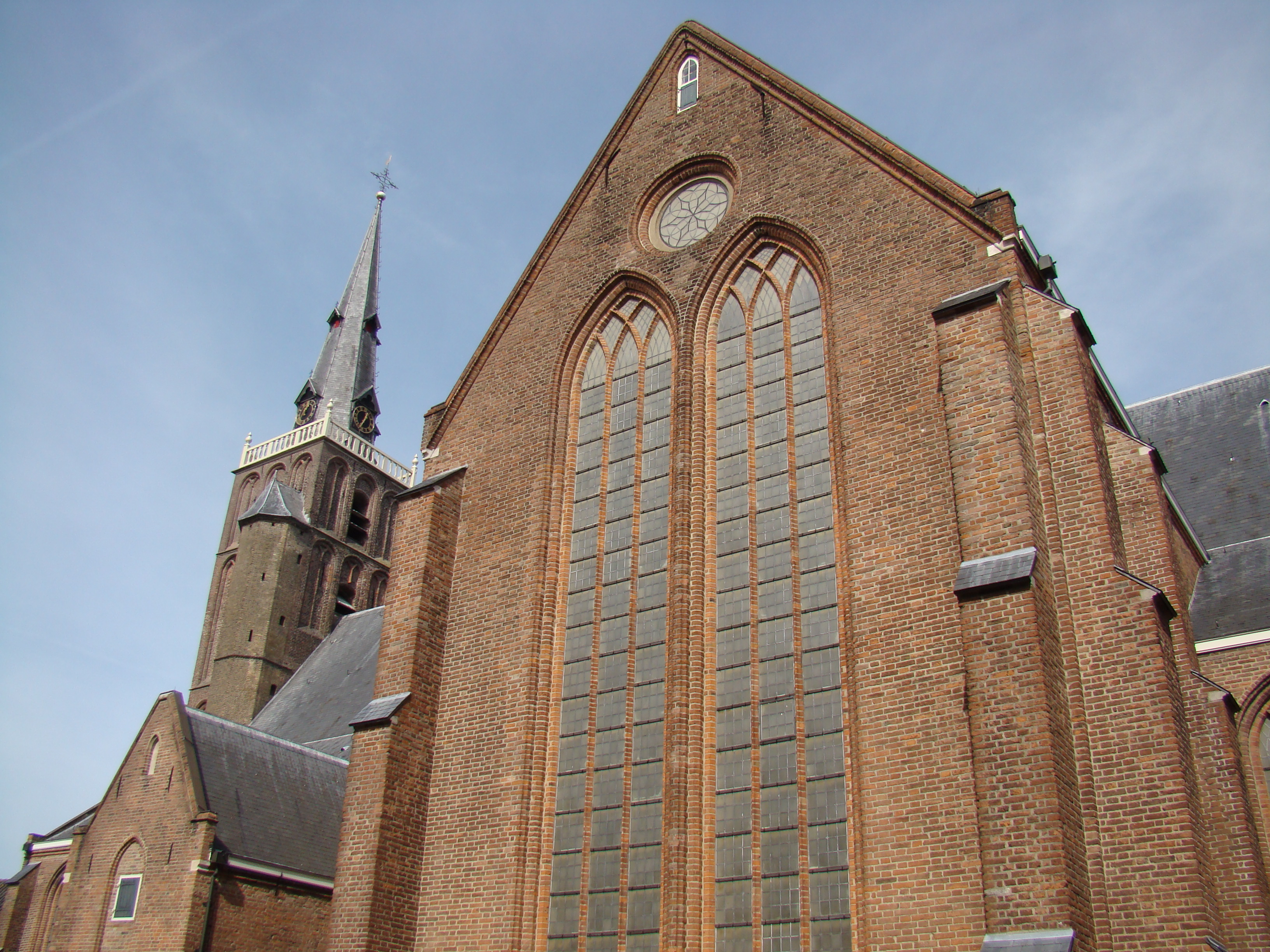
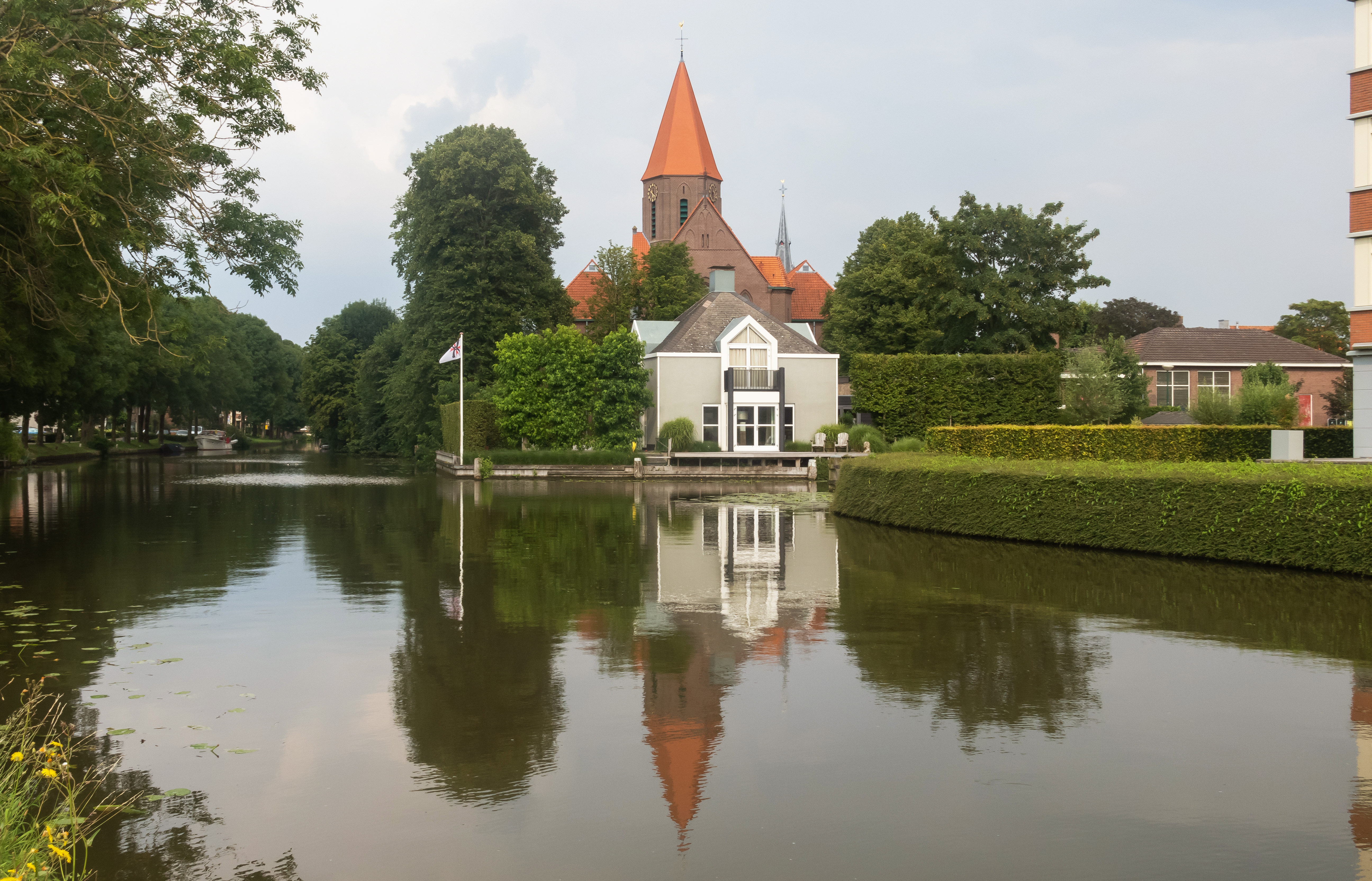
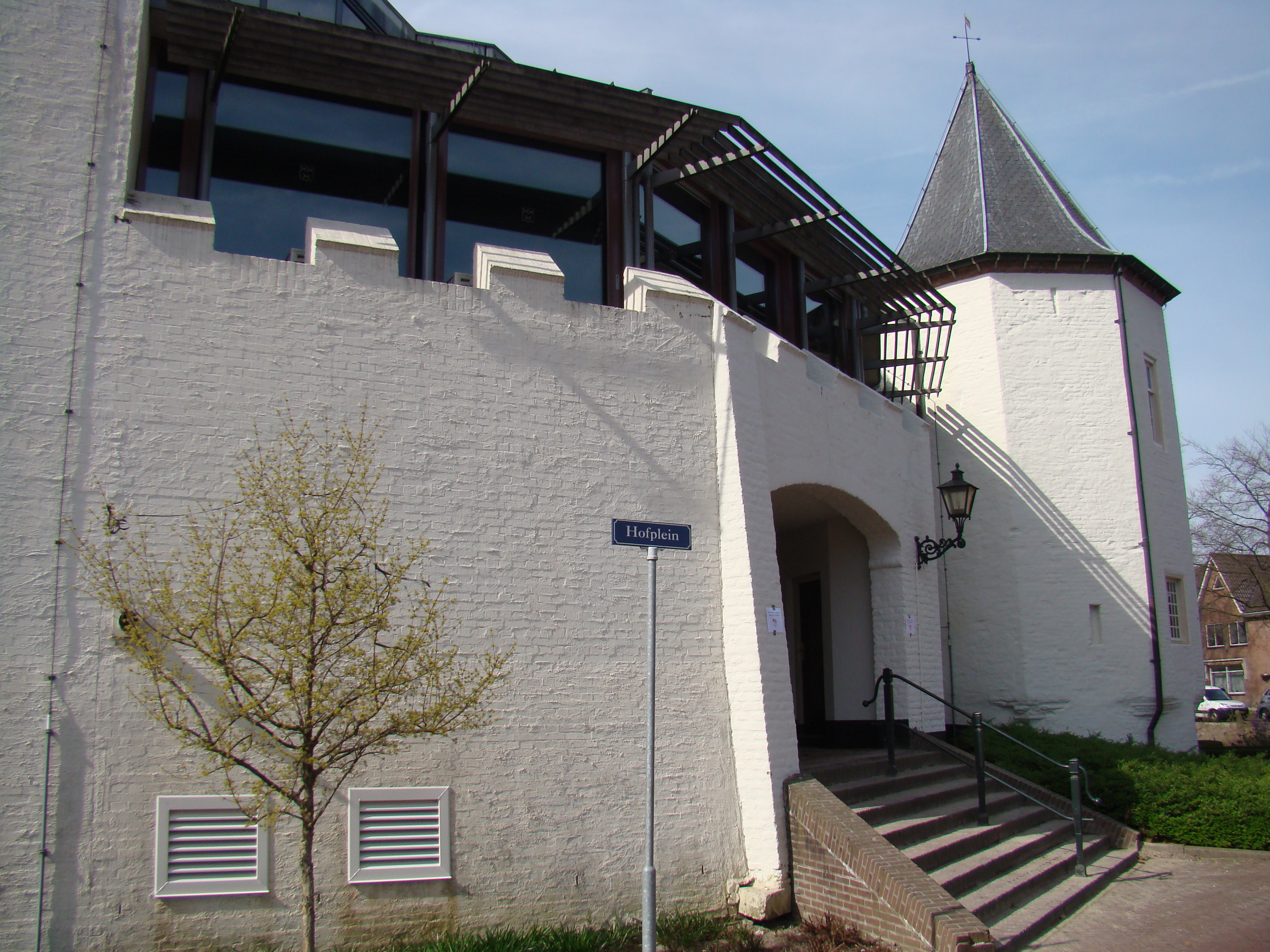
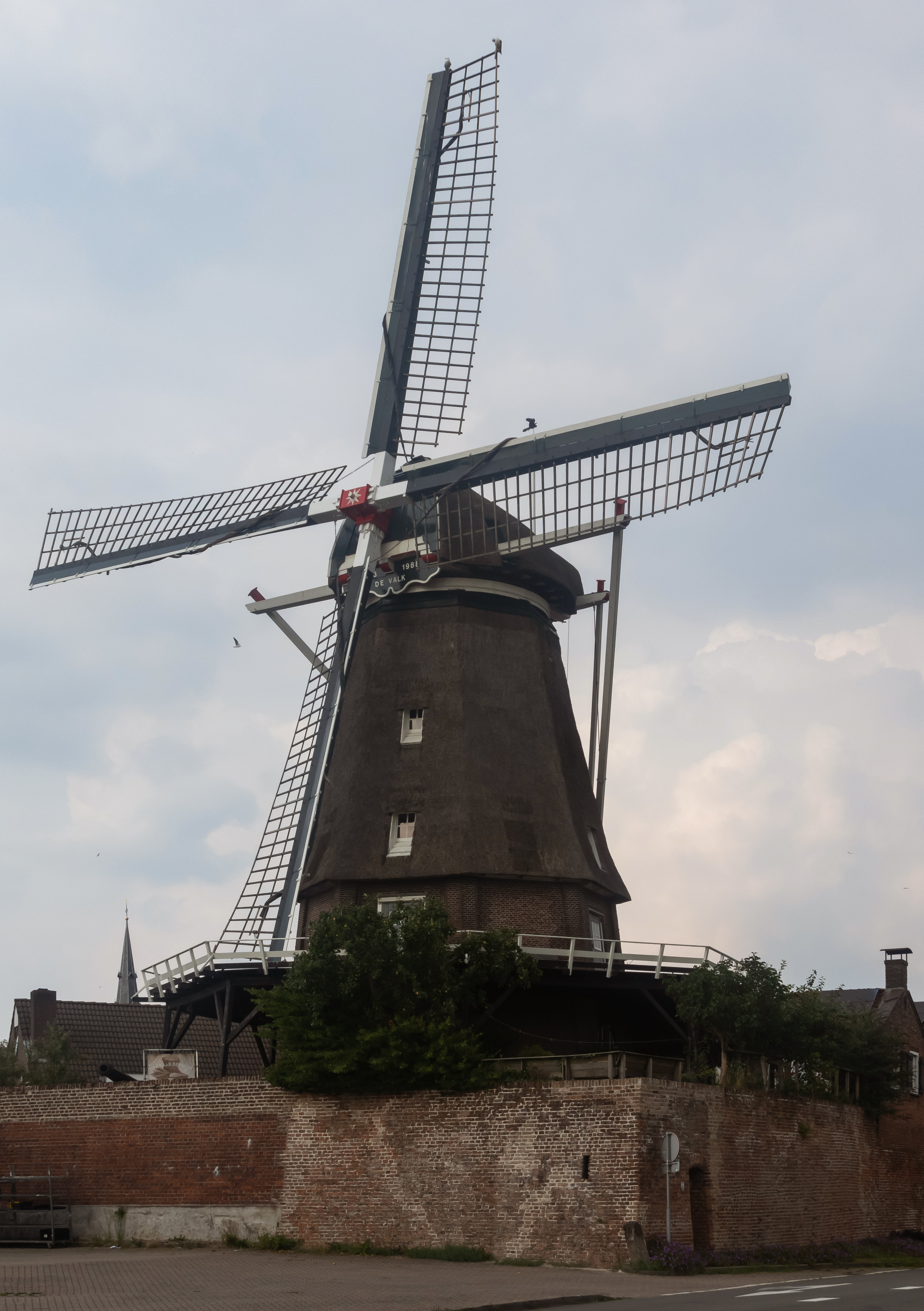